# Pommereulla
Pommereulla é um género botânico pertencente à família Poaceae.
Na classificação taxonômica de Jussieu (1789), Pommereulla é um gênero botânico, ordem  Gramineae, classe Monocotyledones com estames hipogínicos.